# Hieracium sect. Andryaloidea
La sezione  Hieracium sect. Andryaloidea   Monnier è una sezione di piante angiosperme dicotiledoni del genere Hieracium della famiglia delle Asteraceae.

## Etimologia
Il nome del genere deriva dalla parola greca hierax o hierakion (= sparviere, falco). Il nome del genere è stato dato inizialmente dal botanico francese Joseph Pitton de Tournefort (1656 - 1708) rifacendosi probabilmente ad alcuni scritti del naturalista romano Gaio Plinio Secondo (23 - 79) nei quali, secondo la tradizione, i rapaci si servivano di questa pianta per irrobustire la loro vista.
Il nome scientifico della sezione è stato definito dal botanico e naturalista francese Monnier (1717 - 1799).

## Descrizione

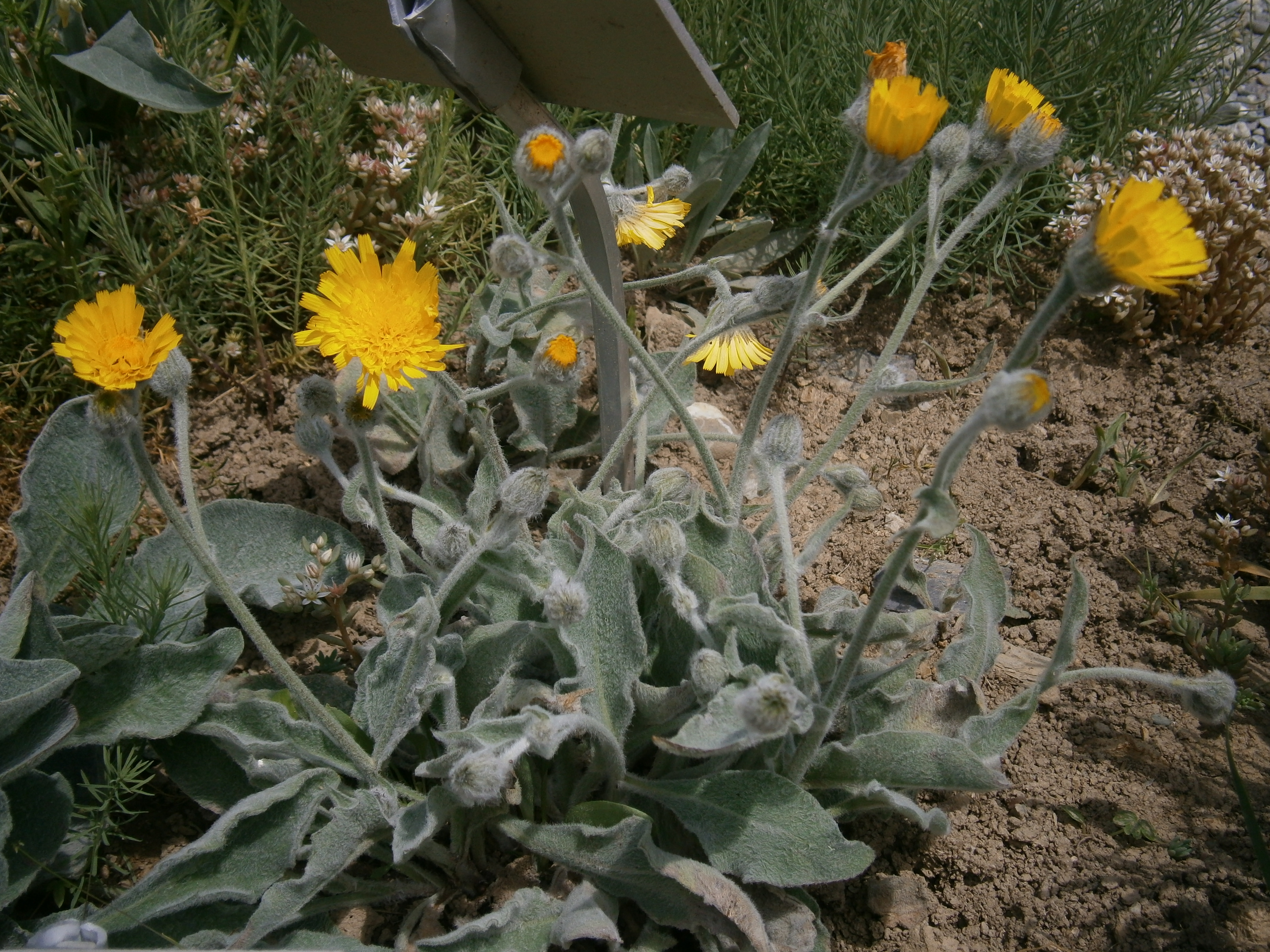
Il portamento
Hieracium tomentosum

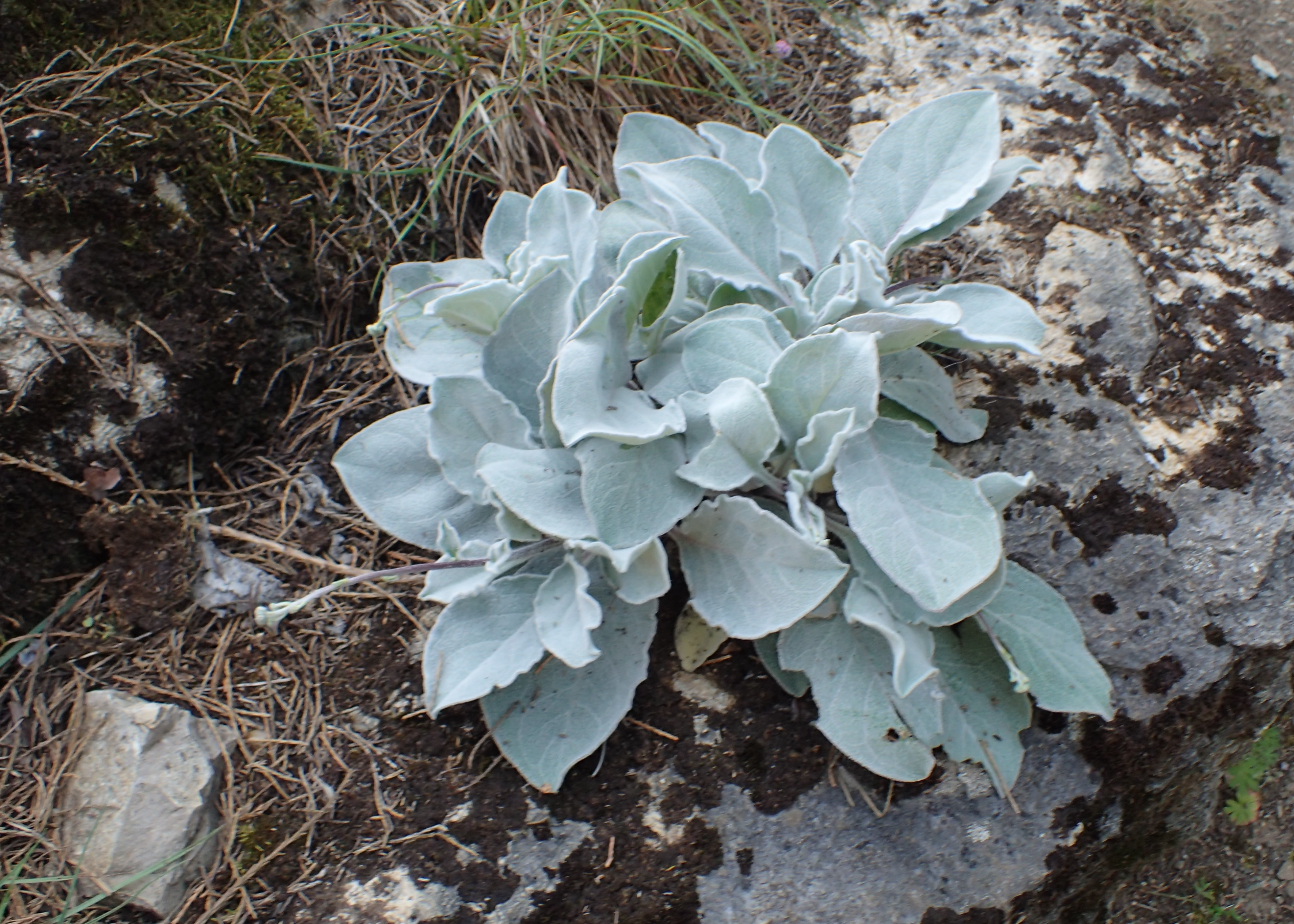
Le foglie
Hieracium tomentosum

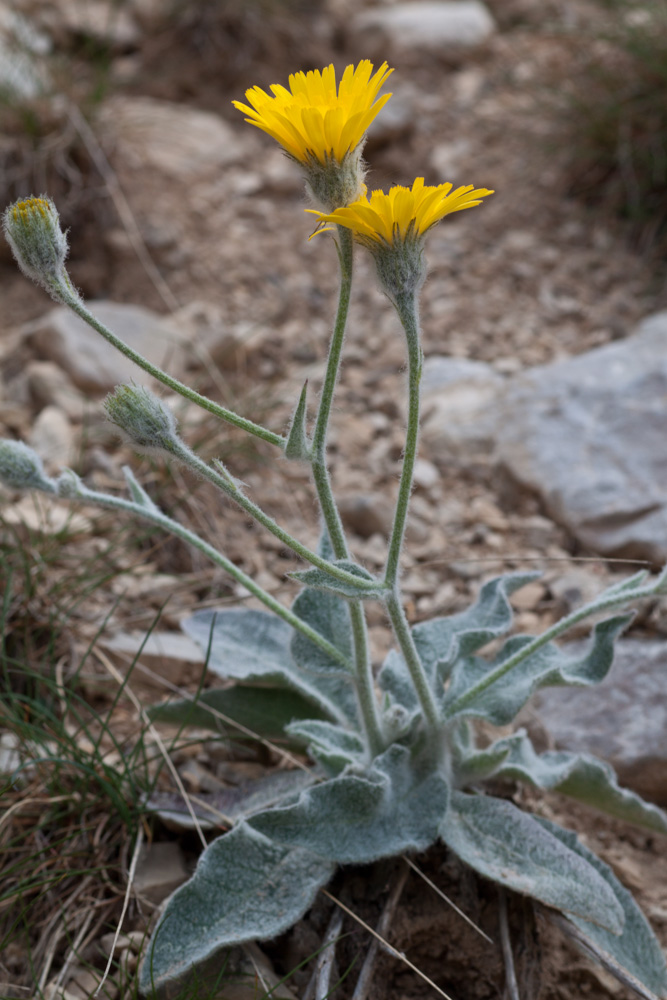
Infiorescenza
Hieracium tomentosum

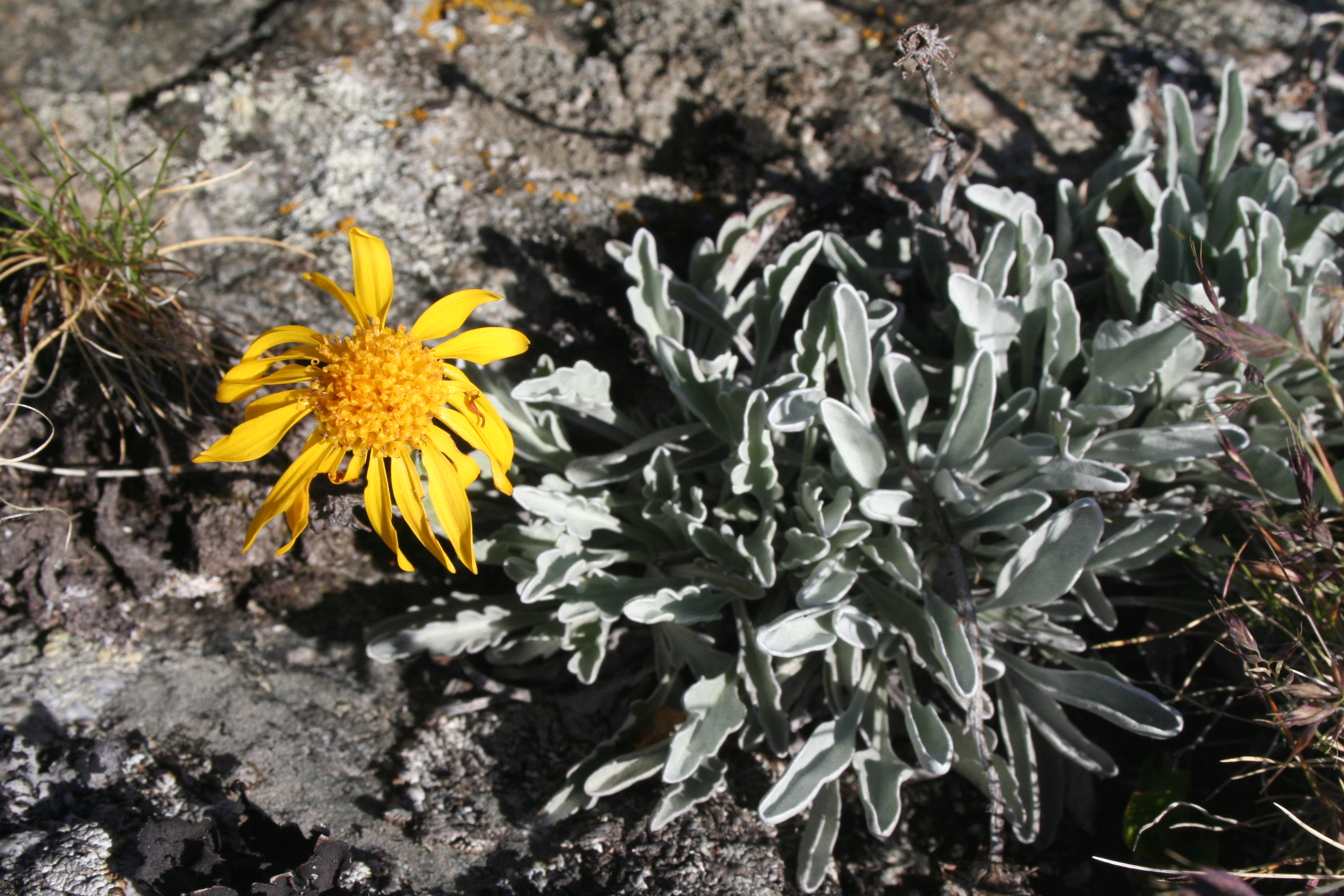
I fiori
Hieracium tomentosum

Habitus. La forma biologica prevalente è emicriptofita scaposa (H scap), ossia in generale sono piante erbacee (e aromatiche), a ciclo biologico perenne, con gemme svernanti al livello del suolo e protette dalla lettiera o dalla neve, inoltre spesso hanno l'asse fiorale eretto e privo di foglie (piante scapose), oppure le foglie basali sono assenti alla fioritura (piante afillipode). Queste piante sono anche provviste di lattice (i vasi latticiferi sono anastomizzati), ma sono prive di stoloni; inoltre i peli ghiandolari sono scarsi, più comuni sono quelli semplici dentati e piumosi. Le piante sono di tipo fillopode (o hypofillopode).
Radici. Le radici sono secondarie da rizoma.
Fusto. La parte aerea del fusto è eretta o ascendente con ramosità scarsa. La superficie può essere sia glabra che pelosa. Le piante di questa sezione possono raggiungere un'altezza massima di 4 dm. La parte sotterranea spesso è un fittone.
Foglie. Le foglie si dividono in basali e cauline disposte in modo alternato. Le foglie cauline, da 2 a 4, hanno delle forme da ellittiche a ovate con base attenuata o arrotondata. I bordi possono essere continui o variamente dentati (anche profondamente, ma raramente sono lobati). La superficie può essere glabra o variamente pubescente.
Infiorescenza. Le infiorescenze, di tipo corimboso, panicolato o recemiforme, sono composte da uno o più capolini quasi sempre peduncolati. I capolini sono formati da un involucro composto da diverse brattee (o squame) disposte su 2 serie in modo embricato, all'interno delle quali un ricettacolo fa da base ai fiori tutti ligulati. L'involucro ha delle forme da emisferiche o campanulate a cilindriche. Le brattee si dividono in esterne (non sempre presenti) e interne; quelle esterne (formano quasi un calice) sono da poche a una dozzina con forme da deltate a lanceolate o lineari; quelle interne possono arrivare a due dozzine ed hanno delle forme lineari-lanceolate con margini scariosi e apici acuminati con forme ottuse. Il ricettacolo è nudo, ossia senza pagliette a protezione della base dei fiori, ed è inoltre alveolato (i margine degli alveoli sono cigliato-dentati).
Fiori. I fiori sono tutti del tipo ligulato, tetra-ciclici (ossia sono presenti 4 verticilli: calice – corolla – androceo – gineceo) e pentameri (ogni verticillo ha 5 elementi). I fiori sono inoltre ermafroditi e zigomorfi. In alcuni casi i fiori femminili sono "stilosi".
- Formula fiorale:

*/x K {\displaystyle \infty }, [C (5), A (5)], G 2 (infero), achenio
- Calice: i sepali del calice sono ridotti ad una coroncina di squame.
- Corolla: le corolle sono formate da un tubo e da una ligula terminante con 5 denti; il colore è giallo o giallo pallido. Le ligule sono lunghe oltre l'involucro e spesso sono cigliate.
- Androceo: gli stami sono 5 con filamenti liberi, mentre le antere sono saldate in un manicotto (o tubo) circondante lo stilo.[15] Le antere alla base sono acute. Il polline è tricolporato.[16]
- Gineceo: lo stilo è giallo (o più o meno scuro), è filiforme e peloso sul lato inferiore; gli stigmi dello stilo sono due divergenti. L'ovario è infero uniloculare formato da 2 carpelli. La superficie stigmatica è posizionata internamente (vicino alla base).[17]

Frutti. I frutti sono degli acheni con pappo. Gli acheni sono scuri a forma colonnare-obconica (o più o meno cilindrica) e sono ristretti alla base (e ingrossati all'apice), mentre la superficie (liscia o appena rugosa) è provvista di 8 - 10 coste che nella parte apicale confluiscono in un orlo anulare. Il colore degli acheni è scuro (bruno-nerastro). Il pappo è formato 20 a 80 setole biancastre (o giallastre) semplici disposte su due serie (quelle interne sono più lunghe e più rigide, quelle esterne sono fragili).

## Biologia
Impollinazione: l'impollinazione avviene tramite insetti (impollinazione entomogama tramite farfalle diurne e notturne).

Riproduzione: la fecondazione avviene fondamentalmente tramite l'impollinazione dei fiori (vedi sopra).

Dispersione: i semi (gli acheni) cadendo a terra sono successivamente dispersi soprattutto da insetti tipo formiche (disseminazione mirmecoria). In questo tipo di piante avviene anche un altro tipo di dispersione: zoocoria. Infatti gli uncini delle brattee dell'involucro si agganciano ai peli degli animali di passaggio disperdendo così anche su lunghe distanze i semi della pianta.

## Distribuzione e habitat
Le piante di questa sezione sono distribuite in prevalenza nelle Alpi su terreni ghiaiosi e pendii sassosi.

## Tassonomia
La famiglia di appartenenza di questa voce (Asteraceae o Compositae, nomen conservandum) probabilmente originaria del Sud America, è la più numerosa del mondo vegetale, comprende oltre 23.000 specie distribuite su 1.535 generi, oppure 22.750 specie e 1.530 generi secondo altre fonti (una delle checklist più aggiornata elenca fino a 1.679 generi). La famiglia attualmente (2021) è divisa in 16 sottofamiglie.

### Filogenesi
Il genere di questa voce appartiene alla sottotribù Hieraciinae della tribù Cichorieae (unica tribù della sottofamiglia Cichorioideae). In base ai dati filogenetici la sottofamiglia Cichorioideae è il terz'ultimo gruppo che si è separato dal nucleo delle Asteraceae (gli ultimi due sono Corymbioideae e Asteroideae). La sottotribù Hieraciinae fa parte del "quinto" clade della tribù; in questo clade è posizionata alla base ed è "sorella" al resto del gruppo comprendente, tra le altre, le sottotribù Microseridinae e Cichoriinae. Il genere  Hieracium (insieme al genere Pilosella) costituisce il nucleo principale della sottotribù Hieraciinae e formano (insieme ad altri generi minori) un "gruppo fratello" posizionato nel "core" delle Hieraciinae.
Il genere Hieracium è un genere estremamente polimorfo con maggioranza di specie apomittiche. Di questo genere sono descritte circa 1000 specie sessuali e oltre 3000 specie apomittiche, delle quali circa 250 e più sono presenti nella flora spontanea italiana.
I caratteri distintivi per il genere Hieracium sono:
- le piante non sono tutte vischiose;
- i fusti e le foglie hanno peli semplici o ghiandolari;
- i capolini sono numerosi;
- il colore dei fiori in genere è giallo carico;
- i rami dello stilo sono lunghi;
- le coste dell'achenio confluiscono in un anello;
- il pappo è formato da due serie di setole.

Le specie di questo genere, provviste di molte sottospecie, formano degli aggregati o sezioni con diverse specie incluse, altre sono considerati "intermediare" (o impropriamente ibridi in quanto queste specie essendo apomittiche non si incrociano e quindi non danno prole feconda) con altre specie. A causa di ciò si pongono dei problemi di sistematica quasi insolubili e per avere uno sguardo d'insieme su questa grande variabilità può essere necessario assumere un diverso concetto di specie. Qui in particolare viene seguita la suddivisione in sezioni del materiale botanico così come sono elencate nell'ultima versione della "Flora d'Italia".
I caratteri distintivi per le specie di questa VIII sezione sono:
- i peli ghiandolari sono scarsi, più comuni sono quelli semplici dentati e piumosi;
- le piante sono di tipo fillopode (o hypofillopode);
- le foglie cauline, da 2 a 4, hanno delle forme da ellittiche a ovate con base attenuata o arrotondata;
- il colore degli acheni è scuro (bruno-nerastro).

Il numero cromosomico delle specie della sezione è: 2n = 18 (specie diploidi, triploidi, tetraploidi e pentaploidi).

### Specie della flora italiana
Nella flora spontanea italiana, per la sezione di questa voce, sono presenti due specie principali più alcune secondarie:
Specie principale. Hieracium tomentosum  L., 1755 - Sparviere lanoso: l'altezza massima della pianta è di 20 – 40 cm; il ciclo biologico è perenne; la forma biologica è emicriptofita scaposa (H scap); il tipo corologico è Orofita / Sud Europeo / Ovest Alpico-Appenninico; l'habitat tipico sono le ghiaie e i pendii sassosi; in Italia è una specie rara e si trova al Nord e al Centro fino ad una quota compresa tra 750 e 1.800 m s.l.m.. Non sono presenti specie secondarie collegate a Hieracium tomentosum; alcuni Autori descrivono una mezza dozzina e più di sottospecie di H. tomentosum, diverse delle quali sono presenti in Italia.
Caratteri principali: i peli, in alcune parti della pianta, formano un feltro lasso e denso; le foglie cauline, da 2 a 5, sono più o meno picciolate (le inferiori da brevemente fino a indistintamente picciolate; quelle superiori sono attenuate o arrotondate e sessili).
Specie principale. Hieracium erioleucum Zahn, 1916 - Sparviere bianco-lanoso: l'altezza massima della pianta è di 20 – 30 cm; il ciclo biologico è perenne; la forma biologica è emicriptofita scaposa (H scap); il tipo corologico è Orofita / Sud Europeo / Ovest Alpico-Appenninico; l'habitat tipico sono le ghiaie e i pendii sassosi; in Italia è una specie rara e si trova al Nord e al Centro fino ad una quota compresa tra 1.300 e 2.000 m s.l.m..
Caratteri principali: in genere i caratteri di questa pianta sono intermedi tra la specie H. tomentosum e la specie H. villosum; le piante sono ricoperte come da una criniera bianca; le foglie cauline, da 3 a 6, sono più o meno sessili e progressivamente decrescenti verso l'alto.
Specie secondarie collegate a Hieracium erioleucum :
| Specie                                     | Caratteri                                    | Habitat                | Distribuzione italiana  | sottospecie |
| ------------------------------------------ | -------------------------------------------- | ---------------------- | ----------------------- | ----------- |
| Hieracium amphisericophorum Zahn, 1921[24] | Tra H. tomentosum e H. glanduliferum         | Pascoli sassosi alpini | Sestriere - Molto rara  |             |
| Hieracium beyeri Zahn, 1921[25]            | Tra H. tomentosum e H. lawsonii              | Pascoli sassosi alpini | Val Susa - Molto rara   |             |
| Hieracium lanseanum Arv.-Touv., 1872[26]   | Più simile a H. tomentosum che a H. humile   | Pascoli sassosi alpini | Argentera - Molto rara  | 3           |
| Hieracium pteropogon Arv.-Touv., 1888[27]  | Più simile a H. tomentosum che a H. villosum | Pascoli sassosi alpini | Alpi occidentali - Rara | 2           |

#### Specie italiane alpine
Alcune specie di questa sezione vivono sull'arco alpino. La tabella seguente mette in evidenza alcuni dati relativi all'habitat, al substrato e alla distribuzione di alcune di queste specie alpine.
| Specie | Comunità vegetali | Piani vegetazionali         | Substrato | pH     | Livello trofico | H2O   | Ambiente    | Zona alpina      |
| --- | ----------------- | --------------------------- | --------- | ------ | --------------- | ----- | ----------- | ---------------- |
| H. tomentosum | 3                 | collinare montano subalpino | Ca        | neutro | basso           | arido | C2 F2 F5 I1 | alpi occidentali |
| Legenda e note alla tabella. Substrato: con “Ca/Si” si intendono rocce di carattere intermedio (calcari silicei e simili). Zona alpina: vengono prese in considerazione solo le zone alpine del territorio italiano (sono indicate le sigle delle province). Comunità vegetali: 3 = comunità delle fessure, delle rupi e dei ghiaioni. Ambienti: C2 = rupi, muri e ripari sotto roccia; F2 = praterie rase, prati e pascoli dal piano collinare al subalpino; F5 = praterie rase subalpine e alpine; I1 = boschi di conifere. |                   |                             |           |        |                 |       |             |                  |